# Can Patxot
Can Patxot, coneguda com a Masia Mariona és una masia noucentista de Fogars de Montclús (Vallès Oriental) protegida com a Bé Cultural d'Interès Local.

## Descripció
La masia Mariona va ser edificada entre 1927 i 1931 per iniciativa de Rafael Patxot i Jubert com a residència d'estiu, sota la direcció de l'arquitecte Josep Danés i Torras, que també va dissenyar la fusteria i la forja, així com el rellotge de sol de ceràmica, col·locat a la façana principal. La casa està formada per planta baixa i dos pisos, amb una torre annexa de planta quadrada i solana porticada.
L'aspecte exterior de l'edifici s'inspira en les masies clàssiques, amb galeries i torre mirador, encara que la distribució interior s'adequa a les necessitats pròpies d'una luxosa residència d'estiu. El jardí que envolta la casa també el va dissenyar per Danés, seguint criteris paisatgístics d'acord amb les característiques del terreny.
Des de l'exili, Rafel Patxot va fer gravar a les dovelles del portal d'entrada la frase "Hostes vindran que de la casa us trauran - 3 d'agost de 1936 - Adéu-siau".

## Història
La masia Mariona va ser edificada entre 1927 i 1931. Durant la Guerra Civil la casa va patir desperfectes i a causa d'un incendi va perdre la majoria del mobiliari.
L'any 2005 es va fer efectiva la donació de la casa a la Diputació de Barcelona per part del seu propietari Rafel Carreras i Patxot, condicionada a l'execució del projecte museogràfic i de trasllat de la seu del parc. Actualment és la seu de l'Oficina del Parc Natural del Montseny. Reserva de la Biosfera i de l'exposició permanent "Univers Patxot"